# 和田光司 (俳優)
和田 光司（わだ こうし、1980年8月20日 - ）は、東京都出身の俳優。身長187cm。体重75kg。本名は片山 昌三（かたやま しょうぞう）。

## 来歴
日本大学芸術学部映画学科卒業後、俳優座研究所に入所（第18期）。俳優座でいくつかの舞台を踏む。（俳優座には所属していない）
その後、映画「北辰斜にさすところ」で、主役・三国連太郎の青年時代役でデビューする。
中学時代には特技のバスケットボールで全国大会優勝を経験している。
乗馬が得意である。

## 出演

### 舞台
- 朝に死す　- 俳優座
- ワーニャ伯父さん - 俳優座

など。

### 映画
- 北辰斜にさすところ （2007年） -　上田勝弥（青年時代） 役
- ラストゲーム 最後の早慶戦　（2008年）　-　相沢陽一　役
- 鶴彬-こころの軌跡-（2009年） -　県高等課警部　役

### CM
- 読売新聞
- アサヒ本生
- SONY ハンディカム（2008年）